# Sture Petrén
Bror Arvid Sture Petrén, född 3 oktober 1908 i Stockholm, död 13 december 1976 i Genève, var en svensk ambassadör och jurist.

## Biografi
Petrén var son till häradshövdingen Bror Petrén och Signe Anderberg. 
Efter filosofie kandidatexamen 1932 och juris kandidatexamen 1939 vid Lunds universitet genomgick Sture Petrén tingstjänstgöring i två år. År 1943 blev han assessor vid Svea hovrätt, och 1950 utrikesråd och chef vid Utrikesdepartementets rättsavdelning. Han utsågs till ambassadör 1957. Han var president i Svea hovrätt 1963–1967. År 1967 blev han juris hedersdoktor i Lund.
Vid sidan av sin ordinarie tjänst var Sture Petrén aktiv inom olika nationella och internationella skiljedomsverksamheter. Han var bland annat ledamot av Internationella domstolen i Haag, som ende svensk hittills. Han var även verksam som sakkunnig i Förenta nationernas generalförsamling 1948–1959, ombud vid konferenser, samt ledamot av Förenta nationernas administrativa domstol från och med 1952. Därtill ingick han i Europarådets kommission för de mänskliga rättigheterna från 1954.
Mellan 1971 och 1976 var han Sveriges domare i Europadomstolen.
Sture Petrén var ledamot i Svenska Akademien från 1969 på stol nummer 1 och blev riddare och kommendör av Serafimerorden 1972.
Han var från 1942 gift med Gertrud Serner-Petrén. De är begravda på Norra kyrkogården i Lund.

## Utmärkelser
- Riddare och kommendör av Kungl. Maj:ts orden (Serafimerorden), 6 juni 1972.[9]
- Kommendör med stora korset av Nordstjärneorden, 26 november 1964.[10]